# بكتيريا عديمة الجدار الخلوي
L. Form bacteria أو البكتيريا عديمة الجدار الخلوي، هي سلالة خاصة من البكتيريا التي تفتقر إلى وجود جدار خلوي، تم عزلها لأول مرة عام 1935 من قبل العالمة إيمي نوبل وقامت بتسميتها بهذا الاسم نسبة إلى معهد ليستر في لندن حيث كانت تعمل.

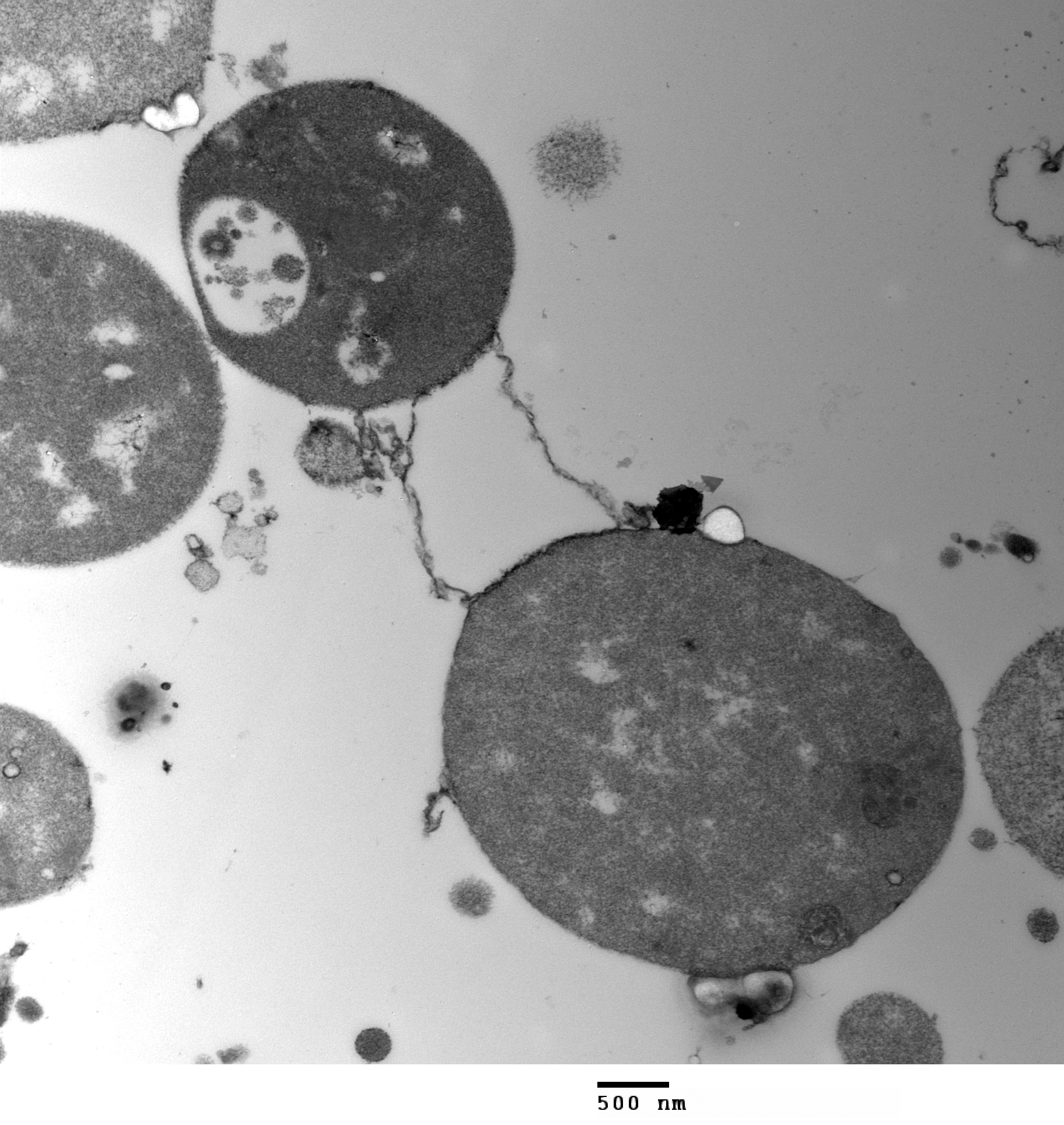

هناك نوعين من هذه البكتيريا: النوع الأول هو البكتيريا ذات الشكل L غير المستقرة التي تكون قادرة على الانقسام ولكنها تستطيع العودة إلى الشكل الأصلي، والنوع الثاني هو البكتيريا ذات الشكل L المستقرة غير القادرة على العودة إلى الشكل الأصلي
هناك أنواع من البكتيريا تفتقر إلى وجود الجدار الخلوي لكن لا يمكن تصنيفها ضمن البكتيريا ذات الشكل L لأنها لم تنشق عن بكتيريا تمتلك جدار خلوي.
يمكن تكوين هذه الأنواع من البكتيريا في المختبر من أنواع بكتيريا تحتوي على جدار خلوي مثل Bacillus subtilis أو Escherichia coli . يتم تكوينها عن طريق تثبيط تكوين الببتيدوجليكان باستخدام المضادات الحيوية أو أنواع خاصة من الانزيمات تعمل على تدمير الجدار الخلوي تسمى lysosomes
في العادة تنمو هذه الأنواع من البكتيريا في وسط اسموزي مماثل للوسط داخل خلية البكتيريا، يستخدم هذا الوسط ليمنع تحلل الخلية بسبب القوة الاسموزية، من الممكن أن تكون البكتيريا من الصنف غير المستقر وقد تميل إلى العودة إلى شكلها الأصلي لذلك يجب المحافظة على الظروف التي تكونت بها البكتيريا لمنع عودتها إلى شكلها الأصلي.
استنتجت بعض الدراسات أن هناك نوع من الطفرات تحدث على الخلايا الطبيعية تؤدي إلى إنتاج سلالة من البكتيريا ذات الشكل L، تحدث هذه الطفرة على جين مسؤول عن تشكيل الدهون المكونة للببتيدوجليكان
تزيد هذه الطفرة من فرصة تكون البكتيريا ذات الشكل L 1000 مرة.
بعض الدراسات قالت أن هذه البكتيريا قد تكون مسببة للأمراض عند البشر والحيوانات لكن الدراسات بهذه المسألة كانت متناقضة لهذا السبب كانت هذه الدراسات مثيرة للجدل، اثبتت الدراسات ان البكتيريا ذات الشكل L إما هي بكتيريا مختبرات غير مفيدة أو مفيدة لكنها لا تسبب الأمراض.